# گورودسکوی
گورودسکوی (به لاتین: Gorodskoy) یک منطقهٔ مسکونی در روسیه است که در آدیغیه واقع شده‌است.